# Elitesoldat
En elitesoldat er en uddannet kampdygtig soldat, som er fysisk og psykisk specialtrænet. Elitesoldaten er derfor en del af en specialstyrke, som udfører særlige militære opgaver. En nutidig elitesoldat i Danmark er en del af frømandskorpset eller jægerkorpset. Standardudstyret består af en maskinpistol, en 9 millimeter håndpistol, en kniv, en beskyttende heldragt med indbygget skudsikker vest, en hjelm og sikkerhedssko. En elitesoldat i middelalderen derimod havde meget forskelligt udstyr alt efter nationalitet og rang; oftest var det primære våben et sværd eller en sabel og det sekundære en dolk.